# Rustavi International Motorpark
Rustavi International Motorpark è un circuito situata a Rustavi, che si trova a 20 chilometri a sud-est di Tbilisi, in Georgia.
Questo autodromo ospita una gara del TCR International Series.
Questo autodromo è stato l'ultima pista costruita nell'URSS. Inaugurato nel 1978, il circuito originale di Rustavi era lungo 4 km. Nel complesso sono stati inclusi anche una pista di go-kart, un circuito automobilistico e una pista per motociclette, oltre a tribune con capacità per 500-800 persone. Le prime gare si svolsero alla fine del 1979. Fino al 1989 la pista ospitò undici eventi del Campionato USSR; tuttavia, dal 1989 al 2009 la pista non è stata utilizzata ed è stata abbandonata cadendo in disuso. Nel 2009 la società privata Stromos acquistò il complesso ad un'asta statale e iniziò la riqualificazione.